# Sato Akihiro (cầu thủ bóng đá, sinh tháng 8 năm 1986)
Đây là bài viết về một cầu thủ bóng đá người Nhật Bản.
Về diễn viên-người mẫu người Brasil-Nhật Bản đến từ Philippines, xem Akihiro Sato (người mẫu).
Akihiro Sato (佐藤 昭大 Satō Akihiro, sinh ngày 30 tháng 8 năm 1986 ở Asahi, Mie) là một cầu thủ bóng đá người Nhật Bản thi đấu cho Roasso Kumamoto ở J2 League.

## Sự nghiệp câu lạc bộ
Sau 4 mùa giải với Kashima Antlers, anh được giải phóng khỏi câu lạc bộ vào tháng 11 năm 2015.

## Thống kê sự nghiệp
Cập nhật đến ngày 23 tháng 2 năm 2016.
| Thành tích câu lạc bộ | Thành tích câu lạc bộ | Thành tích câu lạc bộ | Giải vô địch | Giải vô địch | Cúp                   | Cúp                   | Cúp Liên đoàn | Cúp Liên đoàn | Châu lục | Châu lục  | Tổng cộng | Tổng cộng |
| Mùa giải              | Câu lạc bộ            | Giải vô địch          | Số trận      | Bàn thắng    | Số trận               | Bàn thắng             | Số trận       | Bàn thắng     | Số trận  | Bàn thắng | Số trận   | Bàn thắng |
| Nhật Bản              | Nhật Bản              | Nhật Bản              | Giải vô địch | Giải vô địch | Cúp Hoàng đế Nhật Bản | Cúp Hoàng đế Nhật Bản | Cúp Liên đoàn | Cúp Liên đoàn | Châu Á   | Châu Á    | Tổng cộng | Tổng cộng |
| --------------------- | --------------------- | --------------------- | ------------ | ------------ | --------------------- | --------------------- | ------------- | ------------- | -------- | --------- | --------- | --------- |
| 2005                  | Sanfrecce Hiroshima   | J. League             | 8            | 0            | 2                     | 0                     | 0             | 0             | -        | -         | 10        | 0         |
| 2006                  | Sanfrecce Hiroshima   | J. League             | 0            | 0            | 0                     | 0                     | 1             | 0             | -        | -         | 1         | 0         |
| 2007                  | Ehime F.C.            | J. League 2           | 28           | 0            | 0                     | 0                     | -             | -             | -        | -         | 28        | 0         |
| 2008                  | Sanfrecce Hiroshima   | J. League 2           | 24           | 0            | 4                     | 0                     | -             | -             | -        | -         | 28        | 0         |
| 2009                  | Sanfrecce Hiroshima   | J. League             | 6            | 0            | 2                     | 0                     | 1             | 0             | -        | -         | 9         | 0         |
| 2010                  | Kashima Antlers       | J. League             | 0            | 0            | 0                     | 0                     | 0             | 0             | 0        | 0         | 0         | 0         |
| 2011                  | Kashima Antlers       | J. League             | 0            | 0            | 0                     | 0                     | 0             | 0             | 0        | 0         | 0         | 0         |
| 2012                  | Kashima Antlers       | J. League             | 0            | 0            | 1                     | 0                     | 2             | 0             | -        | -         | 3         | 0         |
| 2013                  | Kashima Antlers       | J. League             | 0            | 0            | 0                     | 0                     | 2             | 0             | -        | -         | 2         | 0         |
| 2014                  | Kashima Antlers       | J. League             | 0            | 0            | 0                     | 0                     | 1             | 0             | -        | -         | 1         | 0         |
| 2015                  | Kashima Antlers       | J. League             | 10           | 0            | 2                     | 0                     | 0             | 0             | 0        | 0         | 12        | 0         |
| Tổng cộng sự nghiệp   | Tổng cộng sự nghiệp   | Tổng cộng sự nghiệp   | 76           | 0            | 11                    | 0                     | 7             | 0             | 0        | 0         | 94        | 0         |